# 石暘睢

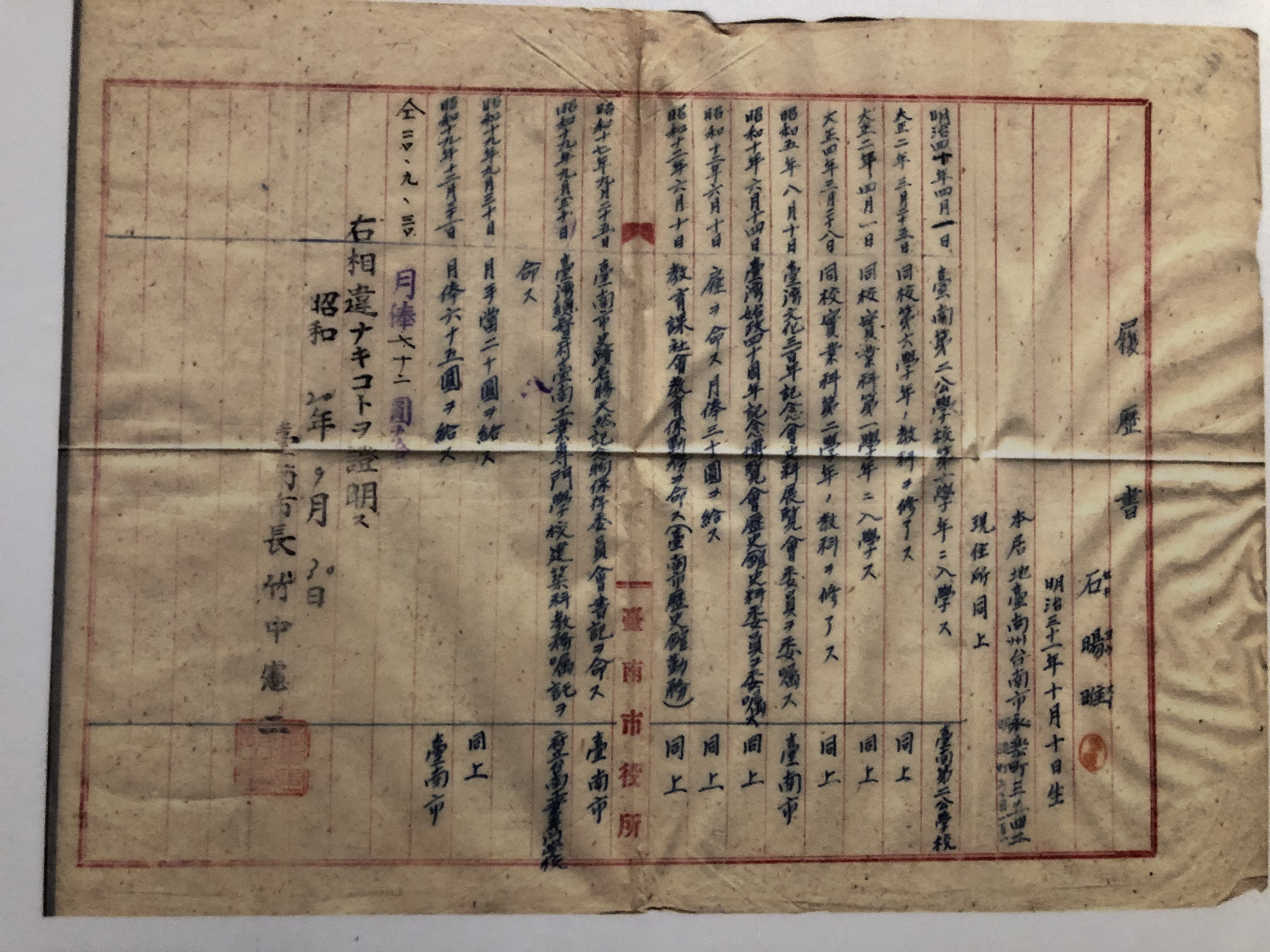
石暘睢履歷書，1945年

石暘睢（1898年10月10日—1964年3月3日），字穎卿，又字穎之，號石叟，筆名赤崁生、赤崁主人、赤崁老人，臺灣臺南人，臺南文史工作者，乃商號石鼎美開基祖石時榮之後。因對臺南府城之文史瞭若指掌，故被尊稱為「活字典」。戰後曾任台南市文獻委員會委員。

## 早年生平
石暘睢於明治三十一年（1898年）10月10日出生於臺南石鼎美古宅，其曾祖石耀宗為石時榮四子。傳至石暘睢時家境尚豐，還有田園數十甲。三歲時父親石廷藩（戶籍作廷番）去世，由母親葉雀撫養長大。幼時向秀才邱及梯學習，奠定古文根基。
明治四十年（1907年）4月進入臺南廳臺南第二公學校就讀（今立人國小），於大正二年（1913年）畢業後，進入該校實業科就讀兩年。大正四年修了。高等科畢業後在母親的意思下，與曾氏成親，但曾氏於1921年逝世，留下兩個女兒，隔年再娶陳富治。
關於石暘睢的青年生涯，莊松林指出：「石先生十八歲畢業臺南第二公學校實業商科時，本應升學進修，然直萱堂葉太夫人愛子心切，不肯給他遊學他鄉，也不願給他到社會服務。所以他22年時間在家自修攻讀文史與藝術，收集了許多書畫、金石、陶瓷、舊文獻、新史料等潛心研究，也時常利用閒餘，到市郊區訪勝探古，做了田野工作。」據石暘睢傳記作者謝仕淵根據其履歷書1915年實業科畢業，下一段已是1930年任職「臺灣文化三百年紀念會史料展覽會委員」職務分析，此時期他應該並未在外工作，也未進行遊學。或許與他上三代祖先都在二、三十歲過世（石暘睢父親石廷藩23歲過世；祖父石朝沃24歲過世；曾祖石耀宗36歲過世）之故，其母親才不願他遠行及出去工作。而也因此讓石暘睢可專心文史鑽研，後來在「臺灣文化三百年紀念會」一展長才。:28-41

## 參與地方文史
昭和五年（1930年）8月，臺南市舉辦「臺灣文化三百年紀念會」，該會史料展覽主任委員村上玉吉知道石暘睢對臺南文史頗有研究，遂請他來協助搜集地方史料，而後在原稅務司公館（今熱蘭遮城博物館）展覽時，石暘睢也提供其收藏作為展品。會後為處理展覽的史料，於1932年4月1日於原展覽會場成立「臺灣史料館」（又稱臺南史料館、安平史料館），而石暘睢及日人野田八平受聘為臨時職員。
昭和十年（1935年）6月，臺灣總督府舉辦「始政四十周年記念臺灣博覽會」，在這一年臺南市設立了「臺灣歷史館」於臺南市商品陳列館，村上玉吉任主任委員，石暘睢亦任委員，並結識同為委員的文學博士前嶋信次。在前嶋介紹下石暘睢又結識了人類學家國分直一，並在其介紹下認識學者金關丈夫，此外石暘睢結交了鄉土史家廖漢臣，常與他發表研究於金關丈夫號召創刊的《民俗臺灣》。
1937年臺灣歷史館活動結束後，臺南市役所於臺南州廳附近（今中西區公所舊址）設立「臺南市歷史館」，承接該活動及安平「臺南市史料館」的史料，於該年10月1日開放參觀，由臺南市助役黃介騫（臺南人）兼任館長，而石暘睢受聘為該館的正式職員擔當實務。而在他的規劃下，於大南門附近闢地展示臺灣歷史館活動收集到的石碑，即今之南門碑林。
昭和十七年（1942年）9月25日，石暘睢被任命臺南市史蹟名勝天然紀念物保存委員會書記。
由於第二次世界大戰的關係，臺南市歷史館停止營運，史料分藏於館南樓房與開山神社，而1944年赤崁樓整修後，隔年1月又有部分史料移到赤崁樓旁的蓬壺書院，預定於4月1日重新開放展覽，卻由於3月1日的臺南大空襲導致該館館舍與館南樓房內的史料被毀，該計劃遂告吹。昭和十九年（1944年）9月30日，石暘睢曾受聘為臺南高等工業學校（今成功大學）建築科教務囑託，為「臺灣古代建築」之顧問。

## 戰後
1945年8月15日日本投降後，為維護歷史館剩餘史料，石暘睢搬進蓬壺書院內一間陋房，號之為「思無邪齋」。同年10月25日臺南市政府成立後，石暘睢成為「臺南市立歷史館」管理員，而由於原歷史館館舍已毀，遂在隔年以赤崁樓為歷史館館舍，在5月1日時開放展覽。1951年4月，臺南市史料編纂委員會成立，6月改組為臺南市文獻委員會，石暘睢為首任委員之一，受聘為委員兼採訪組長。1952年12月臺南縣文獻委員會成立後，石暘睢也受聘為該會顧問。
1954年，銓敘部頒發公務人員儲備登記證書，石暘睢以普通行政人員薦任職試用。10月，舉行南嘉雲四縣市文獻委員合辦之臺灣歷史文物展覽會。石暘睢主其事。同年11月，在臺南市師爺塚墓地發現曾振暘墓。1958年3月，臺南扶輪社資助澎湖來往飛機費，組成臺南市文獻委員會澎湖歷史文物考察團，石暘睢為團長。6月29日，被選為臺南市文史協會理事。:252
1956年8月，臺大楊雲萍教授率團南下考據，推定鄭成功登陸地點為安南市顯宮里，引起顯宮派與土城子派對登陸地點爭議。臺南市文獻也分裂為支持顯宮派與土城子派。對於「痛感臺南市文獻委員會喪失機能」的石暘睢與莊松林等人於1958年3月舉行「臺南市文史協會」發起人會，6月29日於赤崁樓文昌閣成立。9月28日掛牌，將匾牌掛于赤崁樓旁石暘睢寓所。:188-1901961年石暘睢退休後，發表〈穎之退耕錄〉，指安南區土城演變為地名是新近之事。1963年3月，以石暘睢、江家錦和莊松林具名發文給國立歷史博物館的〈臺南市鹿耳門明鄭復臺始登陸址考證管見紀錄表〉，根據荷方提供的「一大哩為5.358公里」換算認為鄭成功登陸于顯宮。:180-183
1961年10月1日，石暘睢退休離開歷史館，隔年（1962年）春天發現罹患癌症，經高雄醫學院及臺大附屬醫院檢查確認為骨癌。石暘睢本打算應其次女之邀於1963年赴日診療未果，於嘉義飛龍醫院接受放射治療。最後於1964年3月3日12：47時病逝於「思無邪齋」。
石暘睢逝世後，許多資料及照片交給臺南市文獻委員會黃天橫。

## 其他
- 國分直一曾回憶，二戰後他已決定返歸日本，而他與石暘睢於1948年5月採訪臺南六甲頂的貝塚。由於日本海軍在戰時於貝塚附近建了無線電塔，貝塚露出於圍牆之外，國分直一在俯拾散亂的貝殼時，遭人用軍靴踢了後背，回頭見到一名中年中華民國國軍士兵用槍對準，將其帶到電臺管理室。當時石暘睢雖未遭譴責也陪同國分前去，並說明國分是其好友、考古學家，並稱他是世居臺南的學者、請信用他的話。因石氏不會說中國國語，用日語辯解。最後主管檢查國分的揹袋，見內容是蒙著沙土的貝殼遂呆住，便將國分直一釋放出來。[9]
- 1933年11月，石暘睢與南一中（今南二中）教諭前嶋信次、教頭鹽塜勝之於新豐郡永康庄洲仔尾發現鄭其仁墓前石馬。[11][12]後來據說被石暘睢移置到赤嵌樓內，即赤崁樓石馬。巧合的是鄭其仁墓另一匹石馬是由同為石時榮後裔的成大教授石萬壽於1977年2月發現。[13]